# Pola Pontyjskie

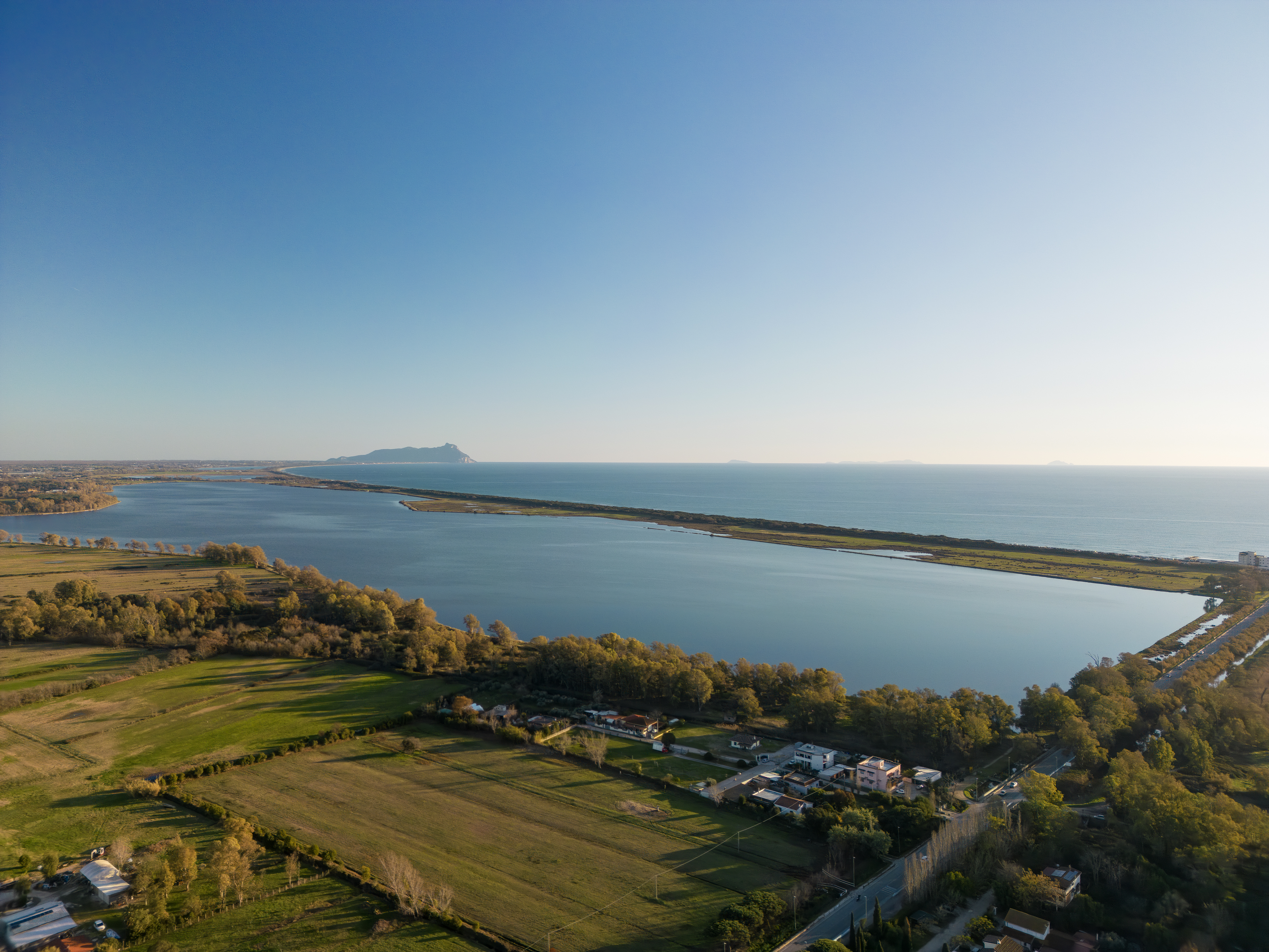
Lago di Fogliano, pozostałość po Polach Pontyjskich

Pola Pontyjskie, Błota Pontyjskie, Bagna Pontyjskie (wł. Agro Pontino, łac. Paludes Pontinae) – region w środkowych Włoszech, równina rozciągająca się pomiędzy Morzem Tyrreńskim na południowym zachodzie i przedgórzem Apeninów (Monti Lepini i Monti Ausoni) na wschodzie. Od północy ogranicza ją środkowy bieg rzeki Astury i Góry Albańskie. Pola Pontyjskie obejmowały teren ok. 775 km². W starożytności przez Pola Pontyjskie przechodziła Via Appia.
Tereny te były do XX wieku pokryte malarycznymi bagnami. Już w II wieku p.n.e. podejmowano próby ich osuszenia. Udało się to dopiero rządowi Benito Mussoliniego w latach 30. XX wieku.

## Etymologia nazwy
Nie do końca wiadomo, skąd wzięła się nazwa regionu. Prawdopodobnie pochodzi ona od nazwy miasta Wolsków Suessa Pometia, o której wspominają rzymscy historycy. Suessa Pometia została podbita przez Tarkwiniusza Pysznego. Mieszkańców miasta nazywano Pometynami bądź Pontyjczykami. Naukowcy nie znają lokalizacji antycznej Suessa Pometia. Możliwe, że miasto zanajdowało się gdzieś u podnóża Apeninów, w okolicach dzisiejszych Cori lub Cisterna di Latina. Niektórzy uważają, iż zlokalizowane było zaraz na południe od Sezze. Istnieje również hipoteza, jakoby nazwa Pola Pontyjskie pochodziła od przymiotnika pomptinus, tzn. morski (łac. pontus, morze). W tym przypadku byłaby ona określeniem metaforycznym, odnoszącym się do bagien, rozległych moczarów.

## Historia

### Czasy rzymskie

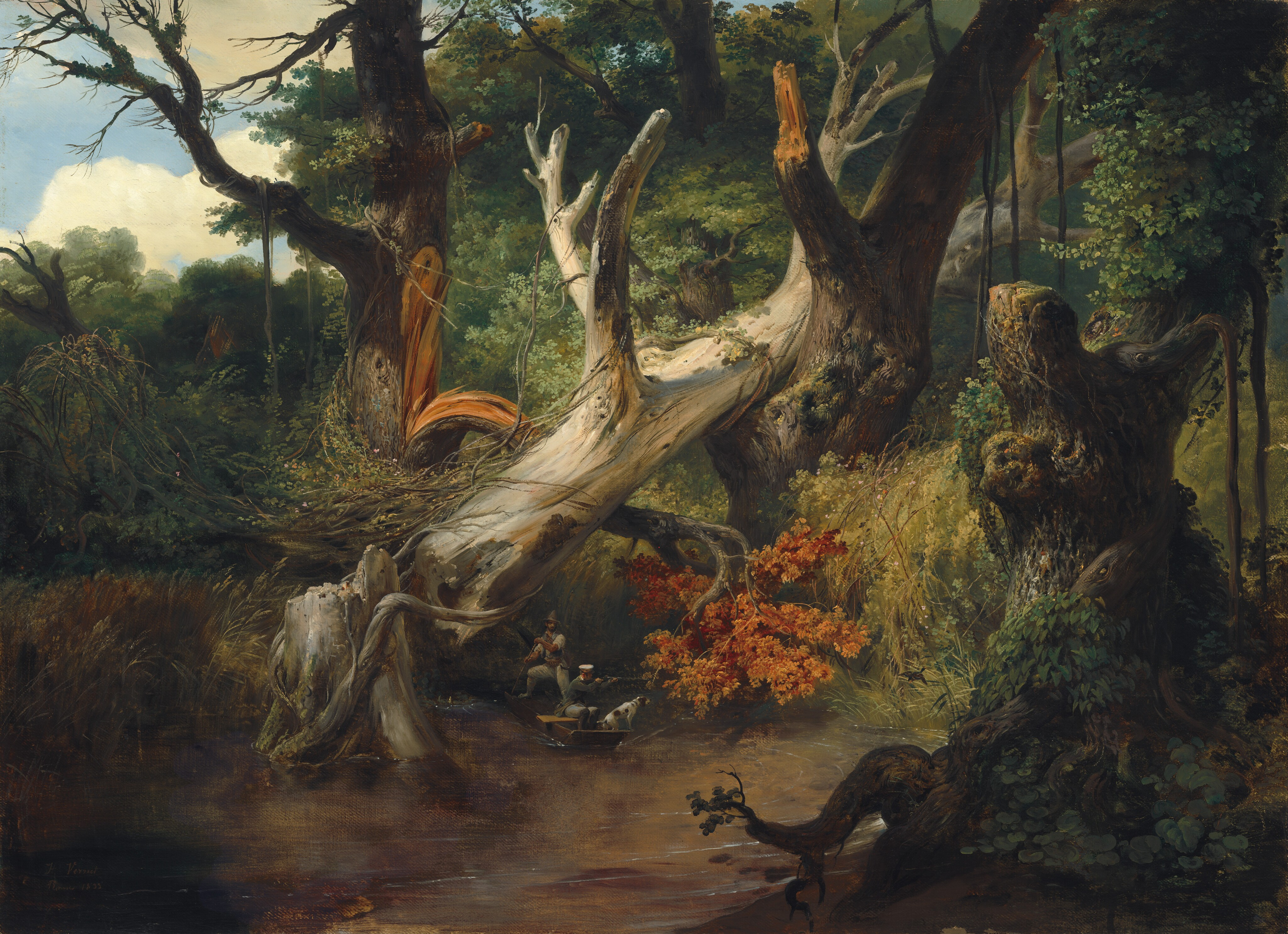
Obraz przedstawiający Pola Pontyjskie przed wielką melioracją za czasów Mussoliniego

Już w odległej starożytności kraina ta była żyzna i zaludniona. Znajdowały się tu takie antyczne grody jak Suessa Pometia, Ulubrae (najprawdopodobniej dzisiejsza Cisterna) i inne. Pliniusz Starszy wzmiankuje o plemieniu Wolsków, którzy posiadali na tych terenach kwitnącą cywilizację około roku 500 p.n.e. To oni pierwsi zaczęli osuszać bagniste tereny, które powstały po wyschnięciu ogromnego jeziora.
Wolskowie zostali podbici w roku 367 p.n.e. przez Rzymian. Ci ostatni doprowadzili do zachwiania naturalnej równowagi środowiska. Rzymskie zapotrzebowanie na drewno spowodowało wycinkę lasów, a w konsekwencji do erozji. Rzymianie udanie wykorzystywali do celów rolniczych znaczną część terenu Bagien Pontyjskich. Wzdłuż Via Appia, zbudowanej przez Appiusza Klaudiusza w 312 roku p.n.e., powstawały osady i grody. Najbardziej znanymi były Tres Tabernae i Forum Appii. Dzieje Apostolskie mówią o postoju św. Pawła w tych miejscach i o życzliwym przyjęciu, jakiego doświadczył od miejscowych wspólnot chrześcijańskich. Obecność wspólnot chrześcijańskich w tym okresie świadczy o dużej liczbie mieszkańców. Reperacją drogi i próbą osuszenia bagien zajął się rzymski imperator Trajan.
Większość terytorium Pól Pontyjskich była jednak w okresie rzymskim pokryta bagnami. Po okresach podbojów Wandalów, Wizygotów i Hunów w V wieku moczarami pokryły się nawet te tereny, które wcześniej zostały zmeliorowane. Na nic nie przydały się zabiegi Teodoryka Wielkiego, króla Ostrogotów, który podjął próbę ponownego osuszania.
Trzy, przecinające ten teren rzeki, Sisto, Uffente i Amazone zmieniały systematycznie swój bieg. W czasie sztormów woda morska zalewała południowo-zachodnią depresyjną część bagien. Tropikalny komar z rodzaju Anopheles, nosiciel malarii, skojarzony z miejscowym Anopheles messeae, przyczynił się do epidemii tej choroby.

### Średniowiecze

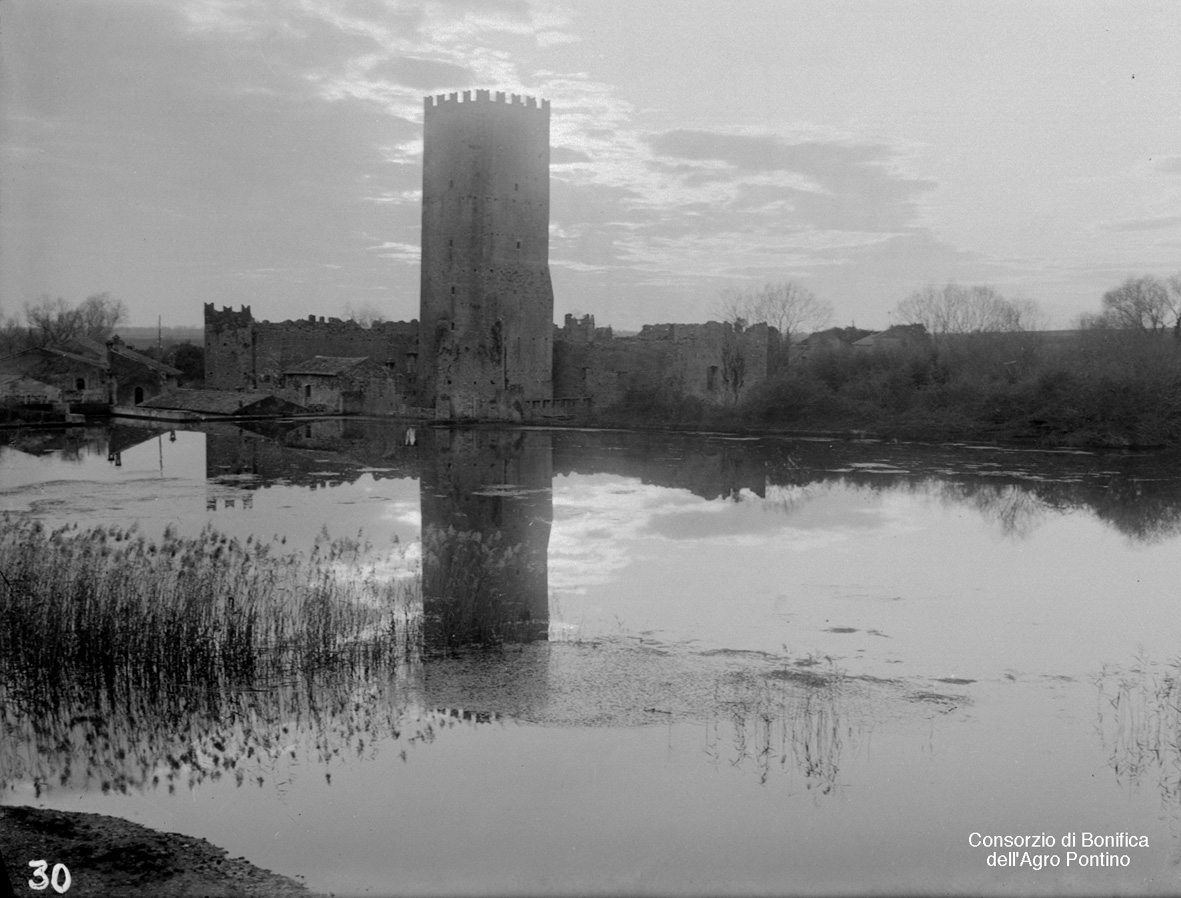
Ruiny Ninfy w latach 20.

Najazdy muzułmańskie spowodowały przemieszczanie się ludności w kierunku gór. Mniej więcej w XII wieku założono miasto Ninfa. Uzależniło ono od siebie Sermonetę i Sezze. Mieszkańcy grodu podejmowali próby melioracji bagien. Ninfa zlokalizowana była w miejscu szczególnym. To tędy, gdy Via Appia straciła na znaczeniu, przechodził szlak handlowy. Pobierano myto. Kupcy przewożący swoje towary z Rzymu na południe, zmuszeni byli do przejazdu przez miasto. Ninfa udzieliła nawet schronienia papieżowi Aleksandrowi IV podczas ucieczki przed Fryderykiem Barbarossą.
Stopniowo jednak mieszkańcy Ninfy zostali zdziesiątkowani przez malarię. Ruiny miasta można dzisiaj oglądać w specjalnie założonym parku archeologicznym.
W średniowieczu tereny Pól Pontyjskich stały się własnością rodu Caetanich, którzy również podejmowali nieszczęśliwe próby melioracji gruntów.

### Dzieło papiestwa
W XV wieku papież Marcin V zaaprobował projekt osuszania. Zbudowano kanał, który na cześć biskupa rzymskiego nosi nazwę Rio Martino.
W XVI wieku rozwiązaniem problemu bagien zajął się Leonardo da Vinci. Opracował on projekt budowy systemu kanałów i młynów wodnych. Pomysły inżyniera zaakceptował Leon X. Nie udało się jednak rozpocząć żadnych prac z powodu śmierci papieża.
W wieku XVII osuszono tereny wokół Sezze i Terracina, budując sieć kanałów, sponsorowanych przez papieży Piusa VI i Sykstusa V (Linea Sisto i Linea Pio).

### Królestwo Włoch

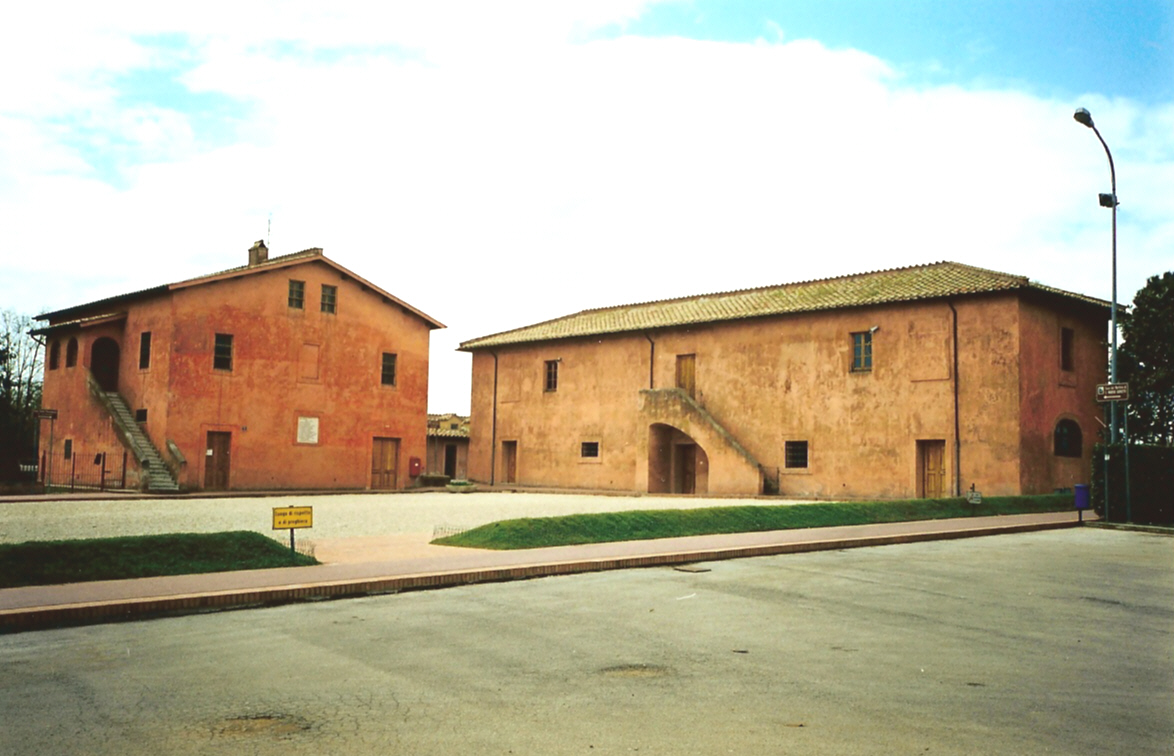
Dom Marii Goretti, typowa zabudowa Pól Pontyjskich z końca XIX wieku

W następnych wiekach na suchych terenach powstawały niewielkie osady, w których mieszkali rolnicy i pasterze. Ci ostatni schodzili w doliny z Gór Abruzyjskich, by przeczekać zimę. Charakterystycznymi dla tego regionu byli pasterze konni, tzw. butteri, którzy w swych długich czarnych płaszczach przeciwdeszczowych, szukali pastwisk dla bydła wzdłuż błotnistych nizin nadmorskich. Wielu z nich umierało na malarię. Przed powrotem na miejsce zimowiska, butteri organizowali prezentacje zwierząt, rodea i pokazy akrobatyczne, by przyciągnąć potencjalnych klientów. Jeden z butteri, Augusto Imperiali w 1890 roku przyjął nawet wyzwanie Buffalo Billa, który odbywał tournée po Włoszech. Imperiali przeszedł do legendy, osiodławszy dzikiego konia przywiezionego przez cyrk Bufalo Billa z Ameryki.
Po zjednoczeniu Włoch nowy rząd zaprezentował kilka projektów osuszenia bagien. Pozostały one jednak na papierze. W okresie tym wielu chłopów decydowało się na osiedlanie na pograniczu mokradeł. Wznosili oni ubogie lepianki ze słomy nazywane marche (czyt. marke). Jedną z osiadłych w tym czasie przy Polach Pontyjskich rodzin była rodzina Marii Goretti, dziewczyny, która wolała umrzeć, niż stracić dziewictwo, będąc zgwałconą. W 1950 roku Maria Goretti została ogłoszona świętą przez Piusa XII. Jest ona dzisiaj czczona jako patronka tej krainy.

### Melioracja bagien

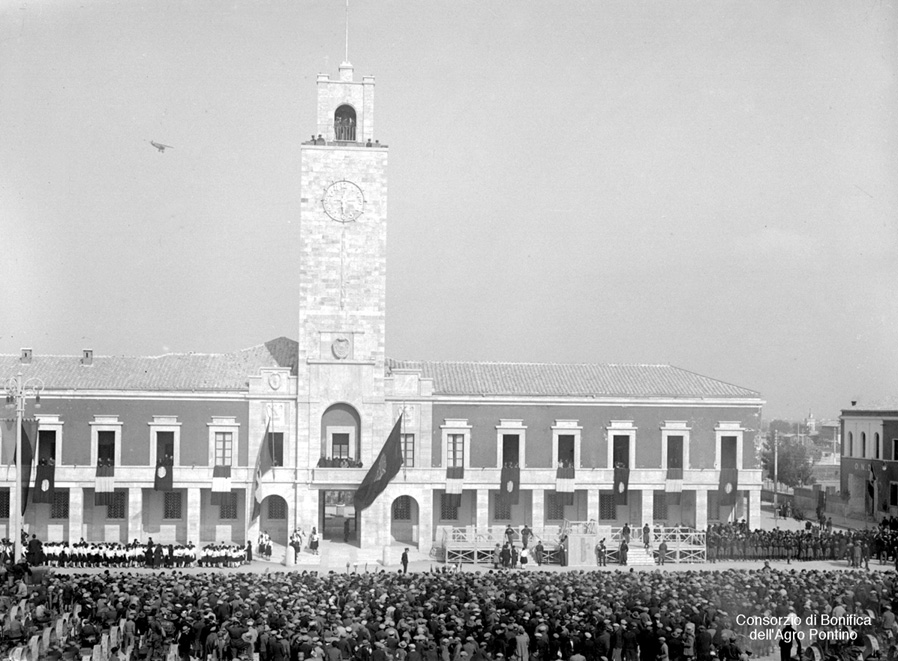
Littoria rok 1932

Kolejną próbę osuszenia całych Pól Pontyjskich podjęto w 1924 roku. Dwa lata później osuszono Piscinarę (czyt. piszinarę), budując ujęcia i kanały, którymi odprowadzano wodę z basenu Asturii i Gór Lepini. Pola Pontyjskie podzielone były wtedy na dwie strefy: po prawej stronie od linii rzeki Ninfa-Sisto oraz po lewej stronie od linii rzeki Ninfa-Sisto. Teren znajdował się w depresji. Łącznie oba terytoria obejmowały 770 km². Melioracji dokonały Consorzi di Piscinara (488 km²) oraz Consorzi della Bonificazione Pontina (266 km²). W latach 1926–1937 zatrudnieni przepracowali w sumie 18 548 000 dniówek. Organizacja Opera Nazionale Combattenti (Narodowy Związek Kombatantów) zajmowała się przydzielaniem osuszonych działek imigrantom z Wenecji Euganejskiej, Friuli, oraz Romanii, które w tym czasie były przeludnione i ubogie. Zmeliorowano około 400 km². Działki po 10 latach przechodziły na własność. Wybudowano 4000 domów kolonialnych, które w przeważającej części do dzisiaj są zamieszkane.
Terytorium podzielone zostało na osady, którym nadawano nazwy związane z miejscami bitew z okresu I wojny światowej (np. Borgo Carso, Borgo Piave, Borgo Grappa, Borgo Montello, Borgo Isonzo). Zakładano nowe miasta w miejscach baz kolejnych kampanii melioracyjnych. Tak powstały: Littoria (po 1945 roku Latina) założona 18 grudnia 1932 roku, Sabaudia 15 kwietnia 1934 roku, Pontinia 18 grudnia 1935 roku oraz Aprilia 18 listopada 1937 roku. Osuszanie Pól Pontyjskich trwało 11 lat. Zakończyło się sukcesem, który nagłaśniany był przez reżim faszystowski. Przy okazji zniszczono jednak jedyny na świecie taki ekosystem. Na terenie Pól Pontyjskich żyło wiele rzadkich gatunków zwierząt i roślin. By zabezpieczyć ostatnie skrawki pierwotnych bagnisk założono Park Narodowy Circeo, który zajmuje się ochroną moczarów, plaż oraz zarośli nadmorskich.

### II wojna światowa
W czasie ostatniej wojny światowej tereny Pól Pontyjskich należały do Włoskiej Republiki Socjalnej. W styczniu 1944 roku w pobliżu Pól przechodziły aż trzy linie frontowe: Linia Gustawa na południu, front Cassino na wschodzie i przede wszystkim brzeg morski w Anzio – miejsce lądowania aliantów. Niemcom udało się zablokowanie wojsk amerykańskich. Utworzyli oni linię obrony Aprilia-Cisterna di Latina-Littoria. Dwa miesiące później wojska niemieckie rozpoczęły ofensywę zmuszając mieszkańców tych terenów do opuszczenia własnych domów i ucieczki. Alianci odpowiedzieli z zawzięciem, już w kwietniu zdobywając Aprilię. 23 maja rozpoczęto operację Buffalo. Wojska amerykańskie zaatakowały Cisternę. Niemcy ostrzeliwali aliantów z XV-wiecznego pałacu Castani, znajdującego się w samym centrum Cisterny. Poddali się w godzinach popołudniowych. 24 maja Amerykanie wkroczyli do Littorii, 25 do Pontonii. Alianci połączyli się następnie z wojskami, które odbijały Terracina z drugiej strony. Obszar Pól Pontyjskich był całkowicie wyswobodzony 29 maja. Sytuacja w pierwszych miesiącach po wyzwoleniu była tragiczna. Większość mieszkańców uciekła, wiele budynków zostało zburzonych. Niemcy, chcąc opóźnić wkroczenie wojsk sprzymierzonych, zniszczyli wiele urządzeń melioracyjnych. Ponownie zalane zostały ogromne obszary gruntów, co wywołało rozplenienie się komarów przenoszących malarię i przy skonfiskowaniu przez Niemców zapasów chininy spowodowało wybuch epidemii malarii, na którą zachorowało ponad 55 000 ludzi tylko pośród ludności cywilnej.

### Okres rozwoju gospodarczego
Działalność Cassa del Mezzogiorno oraz bliskość Rzymu przyczyniły się do zakładania fabryk na terenach Pól Pontyjskich przez liczne spółki inwestycyjne. Powstawały zakłady farmaceutyczne, chemiczne, tekstylne oraz produkujące żywność. Faworyzowanym terenem był trójkąt Latina-Aprilia-Cisterna.
Wzrost gospodarczy przyczynił się do wzrostu liczby ludności, głównie ze względu na migrację zarobkową. Nowi mieszkańcy przybywali przede wszystkim z południa i środkowych Włoch. Bum migracyjny miał miejsce w latach 70. i 80. minionego wieku. Miasta stały się w tym okresie centrami multikulturalnymi. Przybysze z Abruzji, Kampanii, Sycylii i Marchii przywozili ze sobą zwyczaje i przyzwyczajenia kulinarne. Agro Pontino stało się włoską wieżą Babel, ze względu na różnorodność włoskich dialektów, którymi posługiwała się, przybywająca do miast ludność napływowa.

### Agro Pontino dzisiaj

Sabaudzka plaża i cypel Circeo

Zlikwidowanie Cassa del Mezzogiorno w 1997 roku i przywilejów fiskalnych z nią związanych, spowodowało zamknięcie wielu spółek działających na terenach Pól Pontyjskich. Przed rokiem 1997 większość zakładów zatrudniała imigrantów przybywających z Azji i Europy Środkowo-Wschodniej. Zaczęto inwestować w rolnictwo (kiwi, papaja, szpinak, owoce cytrusowe i inne, takie jak np. kumkwat).
Nie brakuje w Agro Pontino inwestycji związanych z rynkiem elektronicznym i sektorem turystycznym. Modne jest wśród Włochów odwiedzanie czystych plaż z ich charakterystycznymi wydmami (tumuleti). Przyjeżdżający do Agro Pontino turyści podziwiają dzieło melioracji, która przyczyniła się do rozwoju gospodarczego tych terenów.
Agro Pontino ma jeden z najwyższych współczynników urodzeń na terenie Lacjum.

### Pontyjskie dialekty
Cechą charakterystyczną tej części Włoch jest współistnienie na tym samym terenie wielu dialektów: weneckiego, ferrarese, friulskiego, romanesco. Ten ostatni jest używany przede wszystkim w miastach, różni się on nieco od tego, którym mówią mieszkańcy Rzymu. W centrach, które istniały przed wielką melioracją, spotkać można użycie dialektu lepino (Cisterna, Terracina i San Felice Circeo). Gdzieniegdzie używane są też dialekty privernese e sonninese (Pontinia).

## Środowisko naturalne

### Bagna
Zanim przeprowadzono meliorację na szeroką skalę w czasie rządów faszystowskich Pola Pontyjskie były terenami podmokłymi i niezamieszkanymi (1637 osób w 1928 roku, bez stałej osady). Żyło tutaj jednak wiele endemicznych gatunków zwierząt i roślin. Na moczarach żyły charakterystyczne dla takich ekosystemów: szczudłaki, łabędzie, czaplowate i inne. Niskie wody były ostoją dla wieku gatunków płazów, gadów i ryb. Pstrąg z Ninfy został prawie całkowicie wytępiony. Wspomnieć należy o owadach takich jak ważki, poślizgowate, czy komary, które były odpowiedzialne za występowanie malarii.
Większe rozlewiska nazywane były jeziorami (Lago delle Tre Torri; Lago di Cisterna; Lago di Torrecchia; Lago delle Querce). Dzisiaj nie można już ich znaleźć na mapie tego regionu. Ostały się jedynie niektóre zbiorniki przybrzeżne.
Tereny wolne od rozlewisk pokryte były niedostępnymi lasami, nazywano je selwami. Tradycja mówi o istnieniu Selwy di Terracina, Selwy del Circeo oraz Selwy di Cisterna. Charakterystycznymi gatunkami drzew, które można było w nich spotkać były dęby oraz sosny. W kniei występowały dziki, wilki, sarny i jelenie.

### Skutki osuszania

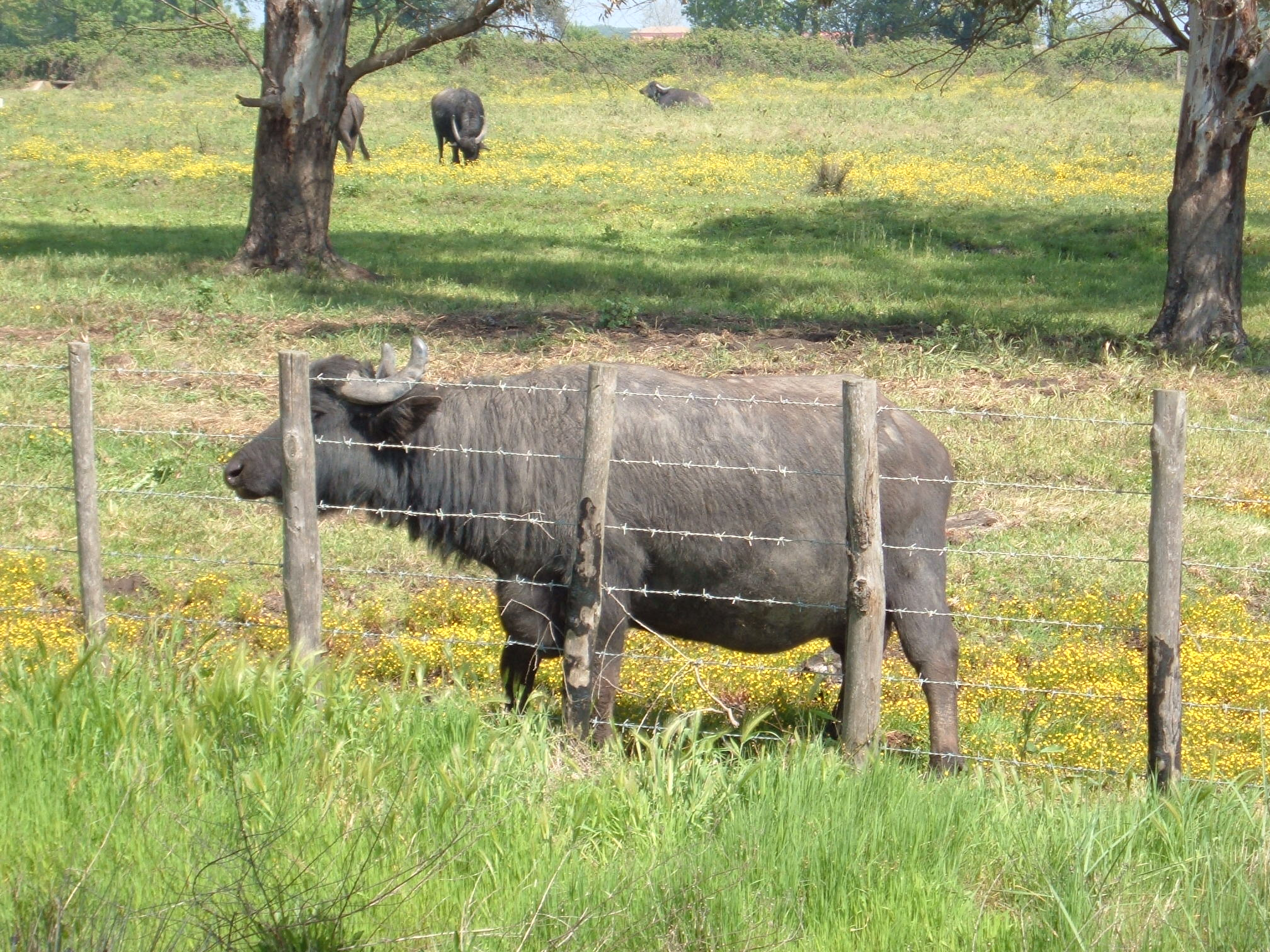
Bawolica, Agro Pontino

W przeciągu kilku lat, osuszając bagna i wycinając stare lasy, zniszczono ekosystem, który istniał wieki. Ostańce stanowią dzisiaj tereny parku narodowego. By walczyć z malarią sadzono eukaliptusy, które wchłaniają ogromne ilości wody. Drzewo to stanowi dzisiaj jeden z głównych gatunków występujących na tych terenach. Powojenne użycie DDT spowodowało wybicie komarów i innych insektów. Do kanałów wpuszczono sprowadzone z Ameryki (gł. Meksyku) gatunki ryb, które zjadać miały jaja i larwy komarów. Gatunki te przyczyniły się do zniknięcia rodzimych, które po II wojnie światowej zaczynały się powoli rozmnażać i coraz liczniej ponownie zasiedlać kanały i zbiorniki Pól Pontyjskich.

### Równina i wydmy
Poza terenami Parku Narodowego Circeo tereny Pól Pontyjskich są w przeważającej części wykorzystywane pod uprawę. Łagodny klimat oraz żyzność gleb przyczyniły się do hodowli nowych gatunków sprowadzanych z krajów tropikalnych. Na terenach leśnych występują przede wszystkim dęby, topole, sosny i ostrokrzewy. Na wydmach rosną gatunki odporne na niesprzyjające warunki klimatyczne i zasolenie.
W ostatnich latach często mówi się o problemach związanych z ochroną środowiska. Na terenie Latiny istnieje elektrownia nuklearna. Obserwowano również wymieranie fauny wodnej w kanałach i zbiornikach spowodowane zanieczyszczeniem środowiska.

## Gminy Agro Pontino
- Cisterna di Latina
- Latina
- Pontinia
- Sabaudia
- San Felice Circeo
- Sermoneta
- Sezze
- Terracina

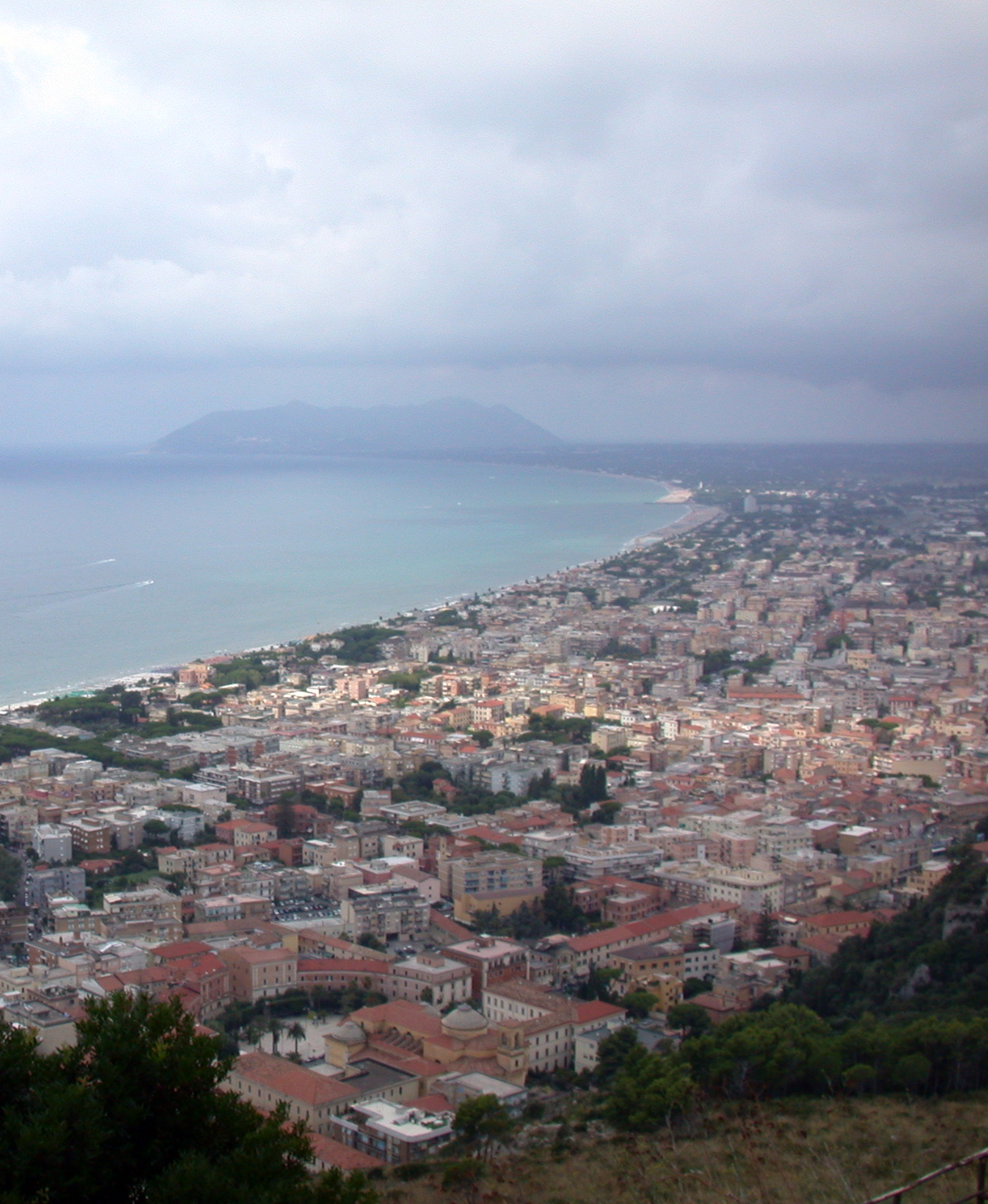
Terracina, panorama ze świątyni Jowisza

W prasie włoskiej, mówiąc o terenach Pól Pontyjskich, wymienia się również inne miasta i gminy, które jednak geograficznie nie były nigdy związane z tym regionem: Aprilia, Pomezia, Nettuno, Bassiano, Cori, Norma, Priverno czy Sonnino. Niejednokrotnie za miasta Agro Pontino uważane są również Fondi, Formia i Gaeta, leżą one jednak w Latinie.